# فائض العرض
فائض العرض
مصطلح في علم الاقتصاد، يسمى زيادة المعروض أو فائض العرض، يحدث عندما تكون كمية البضائع هي أكثر من الكمية المطلوبة.

## اقرأ أيضًا
- عجز اقتصادي